# Ère Kōō
L'ère Kōō (康応), aussi romanisée en Kō-ō,  est une des ères du Japon (年号, nengō, lit. « nom de l'année ») de la Cour du Nord durant l'époque Nanboku-chō après l'ère Kakei et avant l'ère Meitoku. Cette ère couvre la période allant du mois de février 1389 au mois de mars 1390. L'empereur siégeant à Kyoto est Go-Komatsu (後小松天皇, Go-Komatsu-tennō). Son rival à la Cour du Sud à Yoshino durant cette période est l'empereur Go-Kameyama (後亀山天皇, Go-Kameyama-tennō).

## Contexte de l'ère Nanboku-chō

Les sièges impériaux durant l'époque Nanboku-chō sont relativement proches l'un de l'autre mais géographiquement distincts. Ils sont conventionnellement identifiés ainsi :
Capitale du nord : Kyoto
Capitale du sud : Yoshino.

Au cours de l'ère Meiji, un décret impérial daté du 3 mars 1911 établit que les monarques régnants légitimes de cette époque sont les descendants directs de l'empereur Go-Daigo par l'empereur Go-Murakami dont la Cour du Sud a été établie en exil à Yoshino, près de Nara.
Jusqu'à la fin de l'époque d'Edo, les empereurs usurpateurs (en supériorité militaire) et  soutenus par le shogunat Ashikaga sont erronément inclus dans les chronologies impériales  en dépit du fait incontestable que les insignes impériaux ne sont pas en leur possession.
Cette Cour du Nord illégitime est établie à Kyoto par Ashikaga Takauji.

## Changement d'ère
- 1389, aussi appelé Kōō gannen (康応元年?) : Le nom de la nouvelle ère est créé pour marquer un événement ou une succession d'événements. La précédente ère se termine quand commence la nouvelle, en  Kakei 3.

Durant cette période, l'ère Genchū (1384–1393) est le nengō équivalent à la Cour du Sud.

## Événements de l'ère Kōō
- 1389 (Kōō 1) : Les dissensions se poursuivent au sein de la famille Toki de la province de Mino[5].
- 1389 (Kōō 1) : Yoshimitsu pacifie Kyūshū et distribue des terres. Ashikaga Ujimitsu, le kanrei de Kamakura, s'oppose à lui[5].
- 1389 (Kōō 1, 7e mois) : L'udaijin Saioinji Sanetoshi meurt à l'âge de cinquante-six ans[6].
- 1390 (Kōō 2) : Kusunoki est battu, Yamana Ujikiyo punit Tokinaga[5].

| Kōō       | 1re  | 2e   |
| Grégorien | 1389 | 1390 |